# Harpactea ruffoi
Harpactea ruffoi este o specie de păianjeni din genul Harpactea, familia Dysderidae, descrisă de Alicata, 1974.
Este endemică în Tunisia. Conform Catalogue of Life specia Harpactea ruffoi nu are subspecii cunoscute.